# Igor Jerochin
Igor Nikołajewicz Jerochin (ros. Игорь Николаевич Ерохин; ur. 4 września 1985 w Sarańsku) – rosyjski lekkoatleta specjalizujący się w chodzie sportowym. Uczestnik Letnich Igrzysk Olimpijskich 2012.
W 2005 został młodzieżowym mistrzem Europy w chodzie na 20 kilometrów. Dwa lata później zdobył na tym dystansie brąz pucharu Europy w chodzie. Testy dopingowe przeprowadzone w lipcu 2008 wykazały w organizmie zawodnika niedozwoloną substancję (EPO) – Rosjanin został zdyskwalifikowany na okres dwóch lat od 9 września 2008 do 8 września 2010. W chodzie na 50 kilometrów był drugi w 2011 na pucharze Europy oraz w 2012 na pucharze świata. W 2013 ponownie wykryto w jego organizmie niedozwolone substancje, za co nałożono na niego karę dożywotniej dyskwalifikacji.
Medalista mistrzostw Rosji.
Rekordy życiowe: chód na 20 kilometrów – 1:19:21 (17 lutego 2007, Adler); chód na 50 kilometrów – 3:37:54 (11 sierpnia 2012, Londyn).  

## Osiągnięcia
| Rok  | Impreza                           | Miejsce              | Konkurencja   | Pozycja    | Wynik   |
| ---- | --------------------------------- | -------------------- | ------------- | ---------- | ------- |
| 2005 | Młodzieżowe mistrzostwa Europy    | Erfurt               | chód na 20 km | 1. miejsce | 1:23:14 |
| 2006 | Puchar świata w chodzie sportowym | A Coruña             | chód na 20 km | –          | DQ      |
| 2007 | Puchar Europy w chodzie sportowym | Royal Leamington Spa | chód na 20 km | 3. miejsce | 1:20:09 |
| 2008 | Puchar świata w chodzie sportowym | Czeboksary           | chód na 50 km | –          | DNF     |
| 2011 | Puchar Europy w chodzie sportowym | Olhão da Restauração | chód na 50 km | 2. miejsce | DSQ     |
| 2011 | Mistrzostwa świata                | Taegu                | chód na 50 km | –          | DQ      |
| 2012 | Puchar świata w chodzie sportowym | Sarańsk              | chód na 50 km | 2. miejsce | DSQ     |
| 2012 | Igrzyska olimpijskie              | Londyn               | chód na 50 km | 5. miejsce | DSQ     |